# Avril 1934

Cette page présente les faits marquants du mois d'avril 1934.

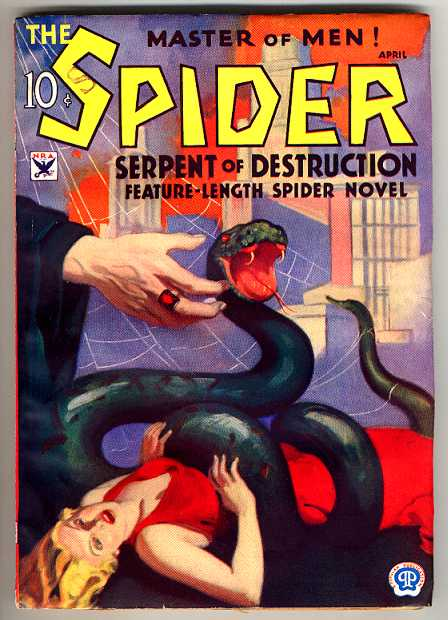
Couverture du magazine The Spider - Avril 1934

## Événements
- 2 avril : Grand Prix automobile de Monaco.
- 8 avril : Mille Miglia

- 9 avril, France : le communiste Jacques Doriot démissionne de son poste de maire de Saint-Denis et appelle à l’unité d’action avec les socialistes contre les fascistes.
- 17 avril : 
  - répondant à la Grande-Bretagne, la France refuse le réarmement de l’Allemagne et assure désormais sa défense par ses propres moyens.
  - la compagnie aérienne américaine Eastern Air Transport d'abord appelée Pitcairn Aviation Inc. devient Eastern Air Lines;
  - premier vol du bombardier-torpilleur britannique Fairey Swordfish.
- 20 avril : Himmler, chef des SS, prend la tête de la Gestapo.
- 25 avril : démission du gouvernement Lerroux. Le radical Ricardo Samper Premier ministre.

## Naissances
- 1er avril : Léon Engulu Baangampongo Bakokele Lokanga, homme politique congolais (RDC) († 4 février 2023).
- 3 avril : Jane Goodall, spécialiste des primates.
- 5 avril : Stanley Turrentine, saxophoniste de jazz américain († 12 septembre 2000).
- 6 avril :
  - Anton Geesink, judoka néerlandais.
  - Horace Tapscott, pianiste et compositeur de jazz américain († 27 février 1999).
- 11 avril : Jean Lanzi, journaliste et présentateur de télévision français († 9 octobre 2018).
- 14 avril : Fredric Jameson, critique littéraire et théoricien politique américain († 22 septembre 2024).
- 19 avril : Jean Ziegler, écrivain et  homme politique suisse.
- 20 avril : Robert George Wilmers, banquier milliardaire américain († 16 décembre 2017).
- 24 avril : 
  - Shirley MacLaine, actrice américaine.
  - Marc Gilbert, journaliste français († 6 novembre 1982).

## Décès
- 1er avril : Clyde Barrow, gangster américain (° 24 mars 1909).
- 17 avril : Frank S. Cahill, homme politique fédéral provenant du Québec.
- 21 avril : Gustave Bord (°26 janvier 1852).